# Басюк Станіслав Іванович
Станіслав Іванович Басюк (нар. 16 червня 1936, Полтава) — український футболіст, воротар.
Народився і виріс у Полтаві. Вихованець місцевої футбольної школи «Іскра» (тренер — Юрій Вінцентик). 1954 року отримав запрошення до новоствореної команди «Колгоспник». 1956 року клуб переміг у Кубку України серед колективів фізичної культури і наступного сезону дебютував серед команд майстрів.
У перший рік військової служби захищав кольори команди зі Львова. У квітні 1959 року отримали травми основний воротар ЦСК МО Борис Разинський та його дублер. За рекомендацією голкіпера «команди лейтенантів» Володимира Никанорова, Басюка терміново викликали до Москви — летів на бомбардирувальнику часів другої світової війни Іл-4. 
У складі московських «армійців» провів чотири поєдинки: проти одноклубників з Ростова-на-Дону, команди «Крила Рад» з Куйбишева, московського «Торпедо» і ленінградського «Зеніту». В останньому матчі отримав тяжку травму — нападник суперників влучив ногою йому в голову. В середині наступного року став гравцем ростовської команди, але за сезон так і не провів жодного лігового матчу. 
Два сезони захищав кольори клубу «Трудові резерви» з Луганська, а потім повернувся до Полтави. В шістнадцяти матчах класу «Б» 1964 року не пропустив жодного м'яча, що стало рекордом турніру. Має один з найкращих коефіцієнтів надійності серед українських голкіперів у першостях класу «Б» — 0,87 (142 пропущених м'ячів в 162 іграх).
Завершував виступи на футбольних полях у складі іншого «Колоса» — з селища міського типу Якимівка Запорізької області. Від Івана Івановича Горпинка отримав запрошення стати дитячим тренером. В полтавській дитячо-юнацькій школі працює понад сорок років. Найбільш відомими серед його вихованців є Сергій Коновалов, Євген Похлебаєв і Руслан Ротань. Протягом чотирьох років очолював «Колос», в один з найтяжчих періодів в історії полтавської команди.